# Heart Diamond
「Heart Diamond」（ハート ダイヤモンド）は、SUPER☆GiRLSの30枚目のシングル。2023年12月20日にiDOL Streetから発売された。

## 概要
CD+Blu-ray Disc、CDのみの2形態で発売。今作は、2023年12月末でのグループ卒業を発表している阿部夢梨が参加する最後の作品である。なお、坂林佳奈と萩田帆風は活動休止中のため今作には参加していない。
表題曲「Heart Diamond」は、阿部夢梨と柏綾菜がWセンターを務め、振付はグループ初となるいどみんが担当している。初披露は、2023年10月15日開催のリリース記念イベント。MVは、静岡県にあるウエディングファンタジアで撮影された。既に発売されている「ナツカレ★バケーション」・「片想いのシンデレラ」・「WELCOME☆夏空ピース!!!!!」の3作品と本作の歌詞は恋愛ストーリーとして繋がっており、今作で完結しているという。
カップリング曲「すすすすすすすき」は、同年11月18日開催のリリース記念イベントで初披露された。振付は前作「リボン」に引き続きCRE8BOYが担当している。

## 収録曲

### CD
1. Heart Diamond [3:17]
作詞：Litz、作曲・編曲：渡辺徹（Blue Bird's Nest）
2. すすすすすすすき [3:32]
作詞：鈴木まなか（Relic Lyric）、作曲：鈴木まなか（Relic Lyric）・Hiroki Sagawa（Relic Lyric）、編曲：Hiroki Sagawa（Relic Lyric）
3. Heart Diamond（Instrumental）
4. すすすすすすすき（Instrumental）

### Blu-ray Disc
1. Heart Diamond（Music Video）
2. Heart Diamond（Music Video Making）
3. Heart Diamond（Music Video 個人サビver.）
4. 阿部夢梨 Last Recording Making

## 音楽配信
12月13日に「CD盤」(スマプラ対応)に収録されている4曲が先行配信された。ハイレゾ音源も同時に先行配信された。
太字の配信サービスはハイレゾ音源を配信していることを示す。MVは「Heart Diamond」のMVも配信していることを示す。

## イベント
| 日程                                | 公演名                       | 会場                             | 備考 |
| ----------------------------------- | ---------------------------- | -------------------------------- | --- |
| 2023年 10月15日                     | リリース記念イベント         | 汐留シオサイト 地下歩道          | ミニライブ・グループ握手会・個別撮影会。1部制。 |
| 10月21日・12月3日                   | リリース記念イベント         | アリオ橋本                       | ミニライブ・グループ握手会・個別撮影会。2部制。 12月3日は門林が体調不良のため不参加。 |
| 11月18日                            | リリース記念イベント         | イオンモール幕張新都心           | ミニライブ・グループ握手会・個別撮影会。2部制。 |
| 11月26日・12月9日                   | リリース記念イベント         | ららぽーと立川立飛               | 11月26日は、ミニライブ・グループ握手会・個別撮影会。2部制。 12月9日は、ミニライブ2部・集合撮影会1部・グループ撮影会1部・個別撮影会1部・グループ握手会1部・個別握手会1部制。 12月9日は鎌田が体調不良のため不参加。                      |
| 12月2日                             | リリース記念イベント         | ららぽーと湘南平塚               | ミニライブ2部・グループ撮影会1部・グループ握手会2部・個別撮影会2部制。 門林は体調不良のため、第1部の特典会以降は不参加。 |
| 12月8日                             | リリース記念イベント         | アーバンドック ららぽーと豊洲    | ミニライブ・個別握手会。1部制。 鎌田は体調不良のため不参加。 |
| 12月10日                            | リリース記念イベント         | ダイバーシティ東京 プラザ        | ミニライブ2部・集合撮影会1部・グループ撮影会1部・個別撮影会1部・グループ握手会1部・個別握手会1部制。 鎌田は体調不良のため、第1部は不参加。                                                                                             |
| 11月3日                             | リリース記念特典会イベント   | タワーレコードららぽーと立川立飛 | グループ握手会・グループ撮影会・個別撮影会。1部制。 |
| 11月5日・21日・24日・12月19日・20日 | ネットサイン会               | オンライン（YouTube LIVE）       | corazónの対象商品購入者が参加できるもので、生写真へのサインを実施。 11月5日は全員 が、21日は門林・田中・河村・櫻井・羽渕が、24日は阿部・竹内・鎌田・柏が、12月19日は門林・鎌田・柏・羽渕が、20日は阿部・竹内・田中・河村・櫻井が参加。 |
| 11月25日                            | mu-mo SHOPスペシャルイベント | サンライズビル                   | mu-moショップの対象商品購入者対象。 個別撮影会・個別ロング握手会・個別握手会・「君と僕のHeart Diamond会」・プチVIP会。各2部制。 |
| 12月6日                             | 阿部夢梨 卒業トークイベント  | タワーレコード錦糸町パルコ       | トークイベント・グループ撮影会・個別撮影会・個別握手会。1部制。 阿部・門林が出演。 |